# Falsariga
In calligrafia, la falsariga (o falsa riga) è un foglio rigato che viene posto sotto al foglio bianco su cui si intende scrivere; in questo modo le righe, che si intravedono in trasparenza, forniscono un riferimento per scrivere diritto. La falsariga è composta solitamente da quattro linee orizzontali poste a diversa distanza tra loro in modo da creare tre bande parallele: quella centrale per le lettere basse - ad esempio la 'm' - una alta per le lettere come la 'b' e le maiuscole, infine una bassa per le lettere, come la 'g', che scendono sotto il rigo. Per permettere la realizzazione di caratteri di varie dimensioni le falsarighe sono prodotte in varie misure o corpi; inoltre sono presenti linee verticali per i caratteri tondi, o oblique per mantenere la corretta inclinazione dei caratteri corsivi. Con l'aiuto di un tratteggigrafo è possibile creare da sé la falsariga più opportuna. 
Il termine “falsariga” è successivamente divenuto di uso comune nella lingua italiana: in particolare, l'espressione sulla falsariga (o falsa riga) di  sta a significare “basato sul modello di", "simile a".